# (400291) 2007 TS69
(400291) 2007 TS69 es un asteroide perteneciente al cinturón de asteroides, descubierto el 14 de octubre de 2007 por James Whitney Young desde el Observatorio Ford, Wrightwood (California), Estados Unidos.

## Designación y nombre
Designado provisionalmente como 2007 TS69.

## Características orbitales
2007 TS69 está situado a una distancia media del Sol de 2,613 ua, pudiendo alejarse hasta 3,025 ua y acercarse hasta 2,200 ua. Su excentricidad es 0,157 y la inclinación orbital 6,347 grados. Emplea 1542,85 días en completar una órbita alrededor del Sol.

## Características físicas
La magnitud absoluta de 2007 TS69 es 17.